# ヒーロー (マライア・キャリーの曲)
「ヒーロー」 (Hero)は、マライア・キャリーの楽曲。3枚目のスタジオ・アルバム『ミュージック・ボックス』から2枚目のシングルとしてリリースされた。

## 解説
元々は映画『靴をなくした天使』のサウンドトラックの為に、楽曲提供としてマライアとウォルター・アファナシェフによって書かれた曲で、その時点では必ずしもマライアが歌う予定ではなかった。しかし楽曲の出来の良さから、映画と関係なくマライア自身の楽曲として発表する事になったという経緯がある。
Billboard Hot 100では8曲目の首位、チャートには30週留まった。
2018年には、TBS系「平昌オリンピック」テーマ曲に起用された。
2020年、新型コロナウイルス感染症の流行を受け、医療従事者への感謝や自宅隔離を続ける人々への励ましの意を込めて、自宅スタジオから本曲を歌った。

## 収録曲
日本盤 3"シングル
1. ヒーロー
2. フェード・アウェイ

## カバー
- 中山美穂 - シングル「HERO」（1994年）
- エリック・マーティン - アルバム『MR.VOCALIST 2』（2009年）
- 伊藤由奈 - アルバム『LOVE 〜Singles Best 2005-2010〜』（2010年）